# Bruno Mozzambani
Bruno Mozzambani (Verona, 30 marzo 1923 – 14 maggio 1974) è stato un calciatore italiano, di ruolo attaccante.

## Carriera
Ala sinistra, è il massimo realizzatore con la maglia del Legnano con 77 reti su 178 presenze in sei stagioni, cinque in Serie B e una in Serie A. Dopo la promozione nella stagione 1950-51 esordisce l'anno successivo in massima serie, dove con 9 reti risulta il capocannoniere dei lilla, che chiudono la stagione all'ultimo posto. Il numero massimo di reti realizzate in una stagione da Mozzambani è invece di 17, realizzato nella stagione 1946-1947 e bissato nel 1947-1948.
Passato all'Udinese nell'estate 1952, va a segno 3 volte in due stagioni in Serie A.
In carriera ha totalizzato complessivamente 63 presenze e 12 reti in Serie A e 147 presenze e 58 reti in Serie B.